# Saint-Hilaire-Saint-Mesmin
Saint-Hilaire-Saint-Mesmin is een gemeente in het Franse departement Loiret (regio Centre-Val de Loire). De plaats maakt deel uit van het arrondissement Orléans. Saint-Hilaire-Saint-Mesmin telde op 1 januari 2022 3.156 inwoners.

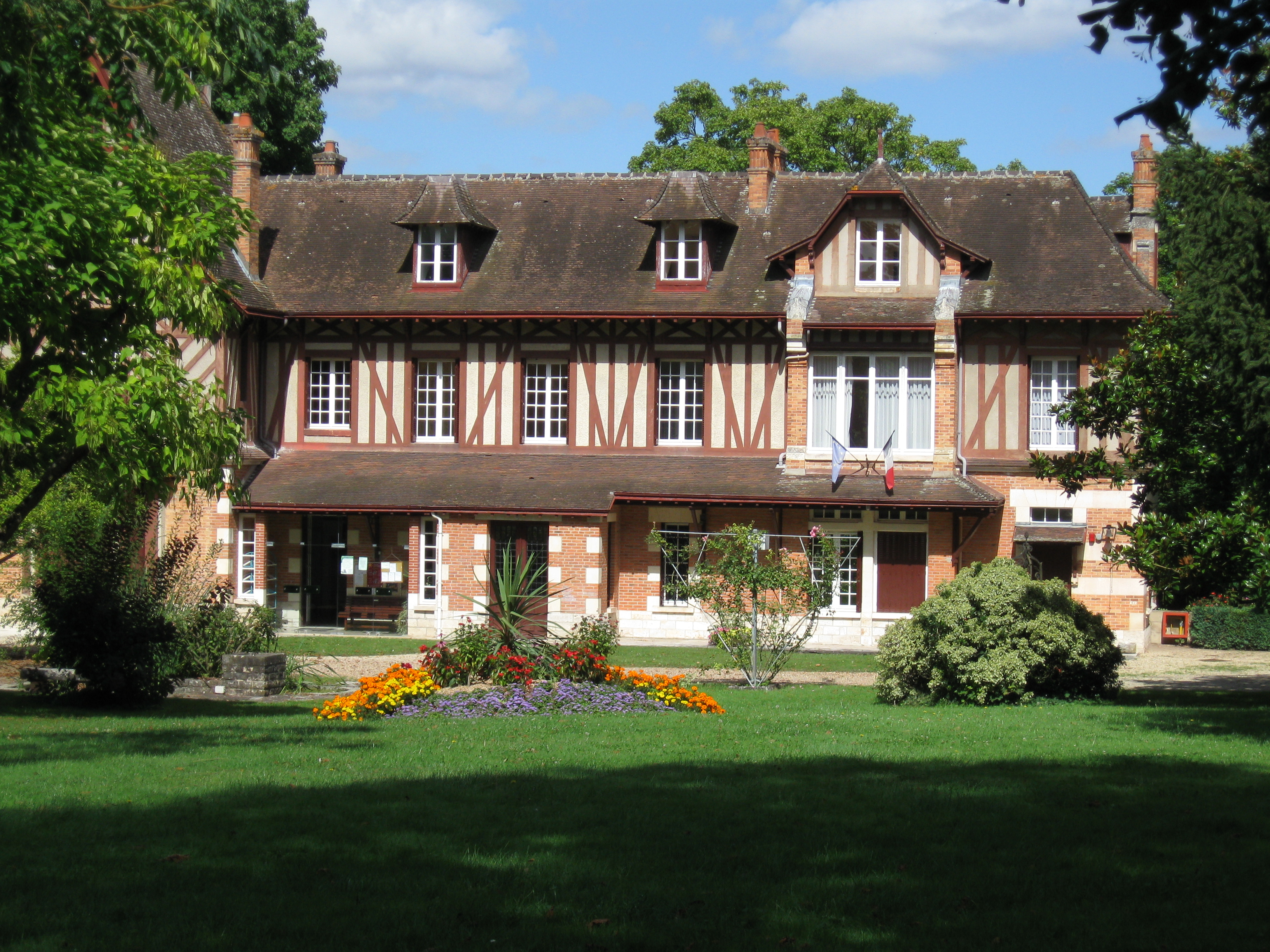
Gemeentehuis
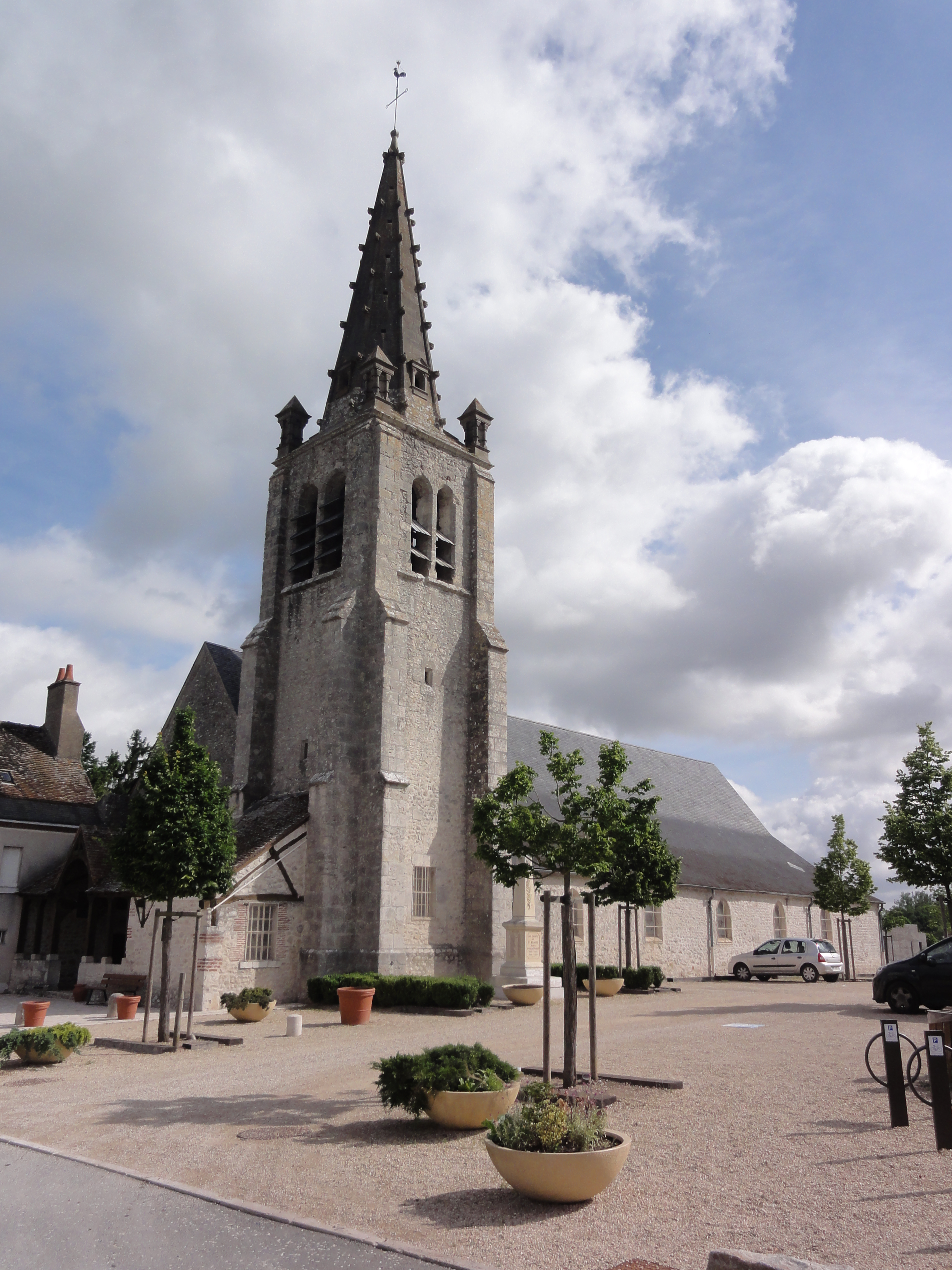
Kerk Saint-Hilaire van Saint-Hilaire-Saint-Mesmin

## Geografie
De oppervlakte van Saint-Hilaire-Saint-Mesmin bedroeg op 1 januari 2022 14,12 vierkante kilometer; de bevolkingsdichtheid was toen 223,5 inwoners per km².

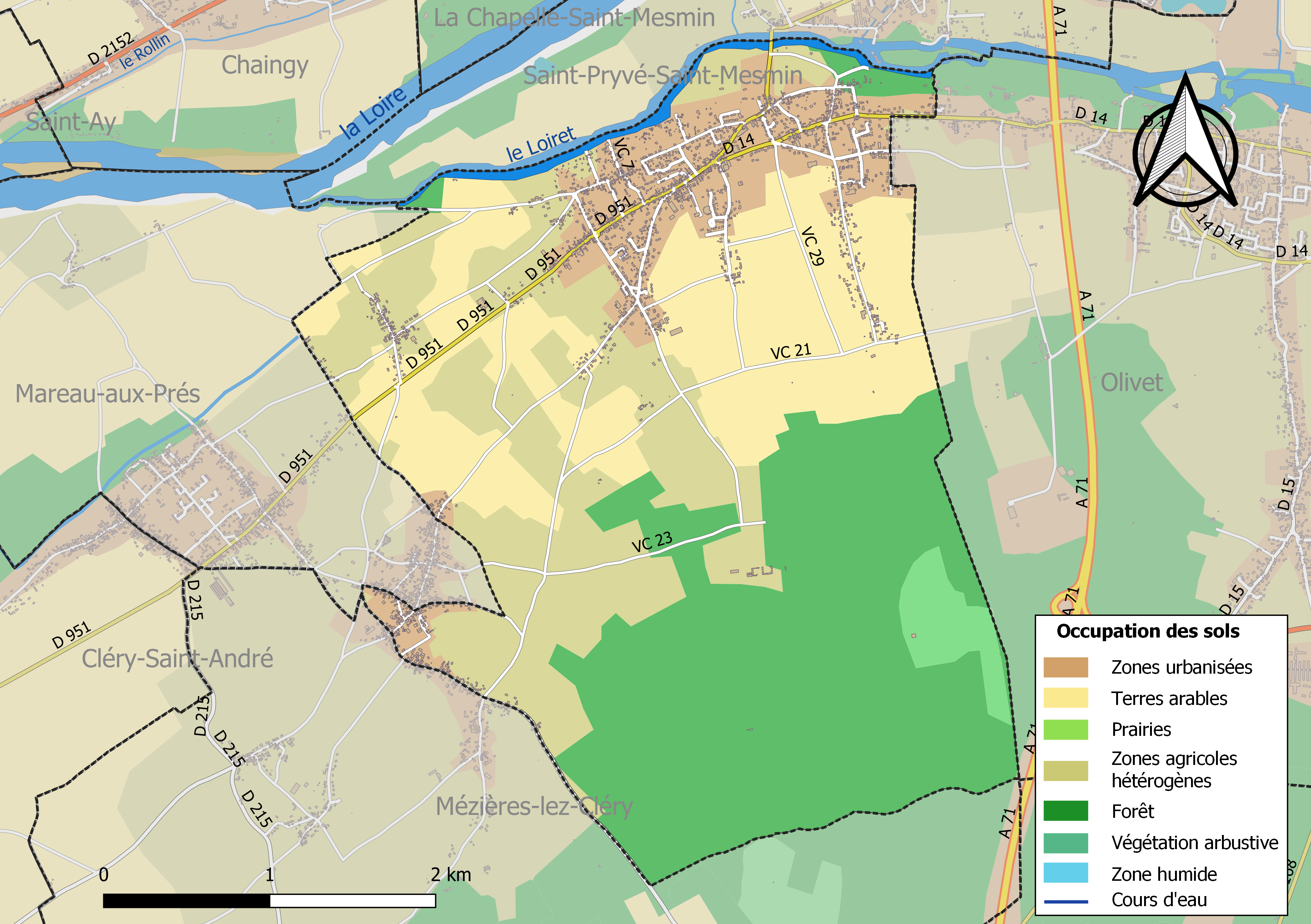
Kaart van de gemeente met de belangrijkste infrastructuur, bodemgebruik en omliggende gemeenten

## Demografie
Onderstaande figuur toont het verloop van het inwonertal (bron: INSEE-tellingen).